# Sandra Maischberger
Sandra Maischberger (Múnich, 25 de agosto de 1966) es una periodista alemana, presentadora de programas de entrevistas de televisión y escritora.

## Primeros años y educación
Nacida en Múnich, Maischberger pasó cinco años de su infancia en Frascati, cerca de Roma, Italia, y también creció en Garching, cerca de Múnich. Su padre era físico de la Sociedad Max Planck y su madre era guía turística. Es hermana del arqueólogo alemán Martin Maischberger.
Las decisiones iniciales de carrera de Maischberger mientras crecía fueron convertirse en veterinario o detective. Más tarde asistió a la Escuela de Periodismo de la Universidad Ludwig Maximilian de Múnich, pero la abandonó después de 3 días para comenzar su carrera en los medios directamente.

## Carrera profesional

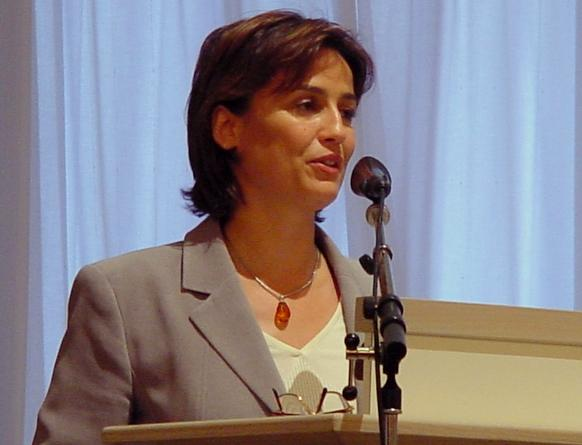
Maischberger en 2002

Maischberger comenzó su carrera en el canal Bayerischer Rundfunk y desde entonces ha estado trabajando para varias estaciones de televisión, incluidas Premiere, RTL, VOX, n-tv, y ARD .Desde 1992, moderó 0137, un programa de entrevistas en vivo, en rotación con Roger Willemsen.
Maischberger ha escrito varios libros, entre ellos Hand aufs Herz (en alemán, Con la mano en el corazón, una entrevista con Helmut Schmidt) y Die musst Du kennen — Menschen machen Geschichte (Tienes que conocerlos, la gente hace historia) una enciclopedia de los científicos, artistas y políticos más destacados desde la época clásica hasta el presente.
Desde 2003, Maischberger modera el programa de entrevistas Maischberger. die Woche (en alemán, La Semana con Maischberger) en Das Erste. En 2009, con motivo del 60 aniversario de la República Federal de Alemania, entrevistó a la canciller Angela Merkel. Junto a Maybrit Illner, Peter Kloeppel y Claus Strunz, Maischberger luego moderó el único debate electoral televisivo entre Merkel y su competidor Martin Schulz antes de las elecciones de 2017, que se transmitió en vivo en cuatro de los canales de televisión más vistos de Alemania durante el horario de máxima audiencia. En su programa de entrevistas, también ha entrevistado a invitados internacionales, incluido el ministro de Finanzas griego Yanis Varoufakis (2016), el canciller Sebastian Kurz de Austria (2018), el expresidente de la Comisión Europea Jean-Claude Juncker (2020) y Bill Gates (2021).
Maischberger fue coanfitriona de la ceremonia anual de premios de la televisión alemana en 2002, 2010 y 2014. Formó parte del jurado de los premios en 2001, 2002 y 2006.

## Otras actividades
Además de su trabajo como periodista, Maischberger ocupa varios cargos honoríficos, que incluyen los siguientes:
- Fundación Canciller Federal Helmut Schmidt, Miembro del Patronato (desde 2017)[16]
- Fundación Freya von Moltke para el Nuevo Kreisau, miembro del Consejo Asesor[17]
- Jugend debattiert, miembro del Patronato[18]

En 2001, Maischberger y muchos otros famosos berlineses participaron en la actividad de arte callejero Buddy Bear Berlin Show. Las ganancias obtenidas de la subasta de muchos osos se destinaron a varios proyectos para niños y jóvenes en Berlín. El oso diseñado por Maischberger en homenaje a las esculturas de Niki de Saint Phalle fue subastado en 2003 en Mercedes World en el Salzufer de Berlín. La recaudación total ascendió a más de 171 000 de euros. Hoy, la obra se puede encontrar en el museo de Bad Pyrmont .
En 2008, Maischberger fundó una organización llamada Vincentino, que ayuda a exponer a los niños desfavorecidos a las artes mediante el patrocinio de proyectos culturales en las escuelas. Además, apoya el trabajo realizado por la Fundación Freya von Moltke y la Iniciativa Kreisau en el funcionamiento del Nuevo Kreisau en lo que respecta a las oportunidades que se brindan a la población más joven en todo el continente europeo.

## Reconocimientos
Maischberger ha sido galardonada con numerosos premios, incluida la Cámara de Oro de la revista alemana Hörzu por su entrevista con el político Helmut Schmidt.
- 2000: Premio Hanns-Joachim-Friedrichs
- 2001: Premio de la televisión bávara
- 2002: Premio Ernst Schneider
- 2002: Cámara de Oro (Goldene Kamera)
- 2004: Medienpreis für Sprachkultur, Asociación para la Lengua Alemana (GfdS)
- 2008: Goldene Kamera
- 2013: Orden al Mérito de la República Federal de Alemania
- 2016: Romy

## Vida personal
Maischberger está casada con el camarógrafo Jan Kerhart. Después de 12 años de matrimonio, su primer hijo, Samuel, nació el 24 de febrero de 2007. La familia tiene casas en Hamburgo y Berlín. A Maischberger le gusta viajar y también disfruta de la escalada y el buceo. Habla italiano, español, inglés y francés.